# Petr Weigl
Petr Weigl (Brno, 1939. március 16. – 2018. július 14.) cseh rendező, forgatókönyvíró, dramaturg.

## Élete
A prágai Művészeti Főiskola Film és Televízió Karán tanult és 1961-ben szerzett diplomát.
1961 és 1976 között mozi és tv-filmeket készített. 1976 és 1991 között a prágai Nemzeti Színháznál dolgozott. Számos rövid- illetve kisérőfilmet készített a Cseh és Szlovák Televízió, a német ARD és ZDF, a brit BBC és Channel 4 részére. Két alkalommal jelölték Emmy-díjra.

## Filmjei
- Bolero (1967, tv-film)
- Osamělost (1967, tv-film)
- Pas de quatre (1967, tv-film)
- Svět je báječné místo k narození (1968, tv-film)
- Bludiště moci (1969, tv-film)
- Radúz a Mahulena (1970)
- Romeo a Julie (1971, tv-film, balett)
- Dva bratři (1972, tv-film)
- Faust a Markéta (1972, opera)
- Apollón a múzy / Apollon Musagétes (1973)
- Margita a Besná (1973, tv-film)
- Čarodějná láska / El amor brujo (1974)
- Vzkříšení / Vzkrisenie (1977, tv-film)
- Rusalka (1977)
- Poetické úvahy ve volných chvílích / Poetische Betrachtungen in freien Stunden (1979, tv-film)
- Nerozumný génius / Der Wahnwitzige Genius (1980)
- Pod koly osudu / The Turn of the Screw (1982, tv-film)
- Zuzana Vojířová (1983, tv-film)
- Achilles (1984, tv-film)
- Utrpení svatého Šebestiána / Le Martyre de Saint Sébastien (1984)
- Olověná noc / Die Nacht aus Blei (1985, tv-film)
- Werther (1986, tv-film)
- Paví pírko / Die Pfauenfeder (1987, tv-film)
- Marie Stuartovna / Maria Stuarda (1988, tv-film)
- Evžen Oněgin (1988, tv-film, opera)
- Dumky (1990, tv-film)
- Salome (1990, tv-film)
- Romeo a Julie na vsi / A Village Romeo and Juliet (1990, tv-film)
- Lady Macbeth Mcenského újezdu / Lady Macbeth von Mzensk (1992, tv-film)
- Zimní cesta / Die Winterreise (1993, tv-film)
- Jak se dělá opera / Let's Make an Opera (1996, tv-film)